# П'єр Леско
П'єр Леско́ (фр. Pierre Lescot, *1515, Париж — †10 вересня 1578, Париж) — архітектор Франції, представник епохи Відродження. Розпочав перебудову замку у Луврський палац.

## Життєпис

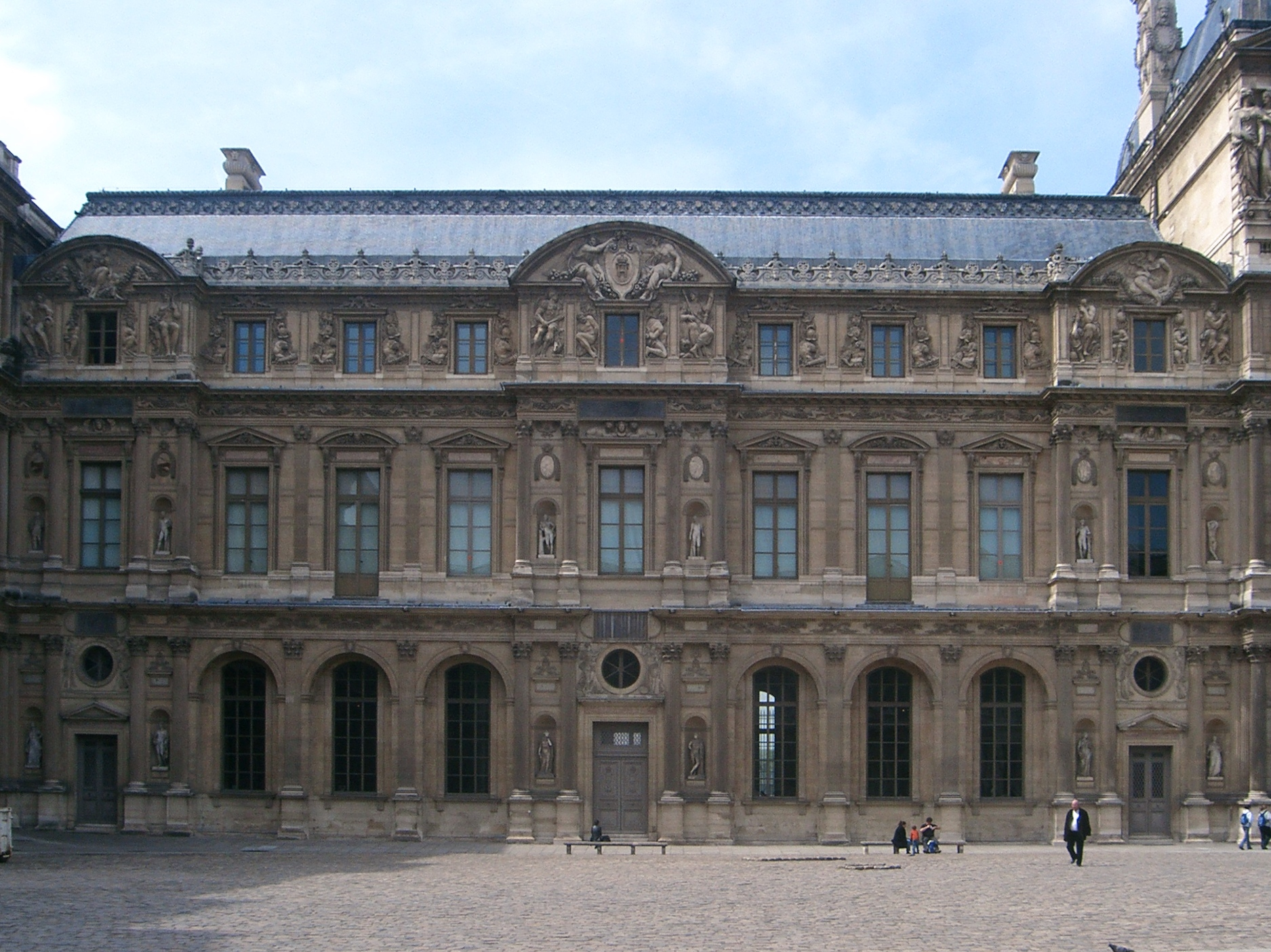
Збережений південно-західний корпус палацу Лувр.

Відомостей про життєпис архітектора збережено замало для відтворення його повної біографії.

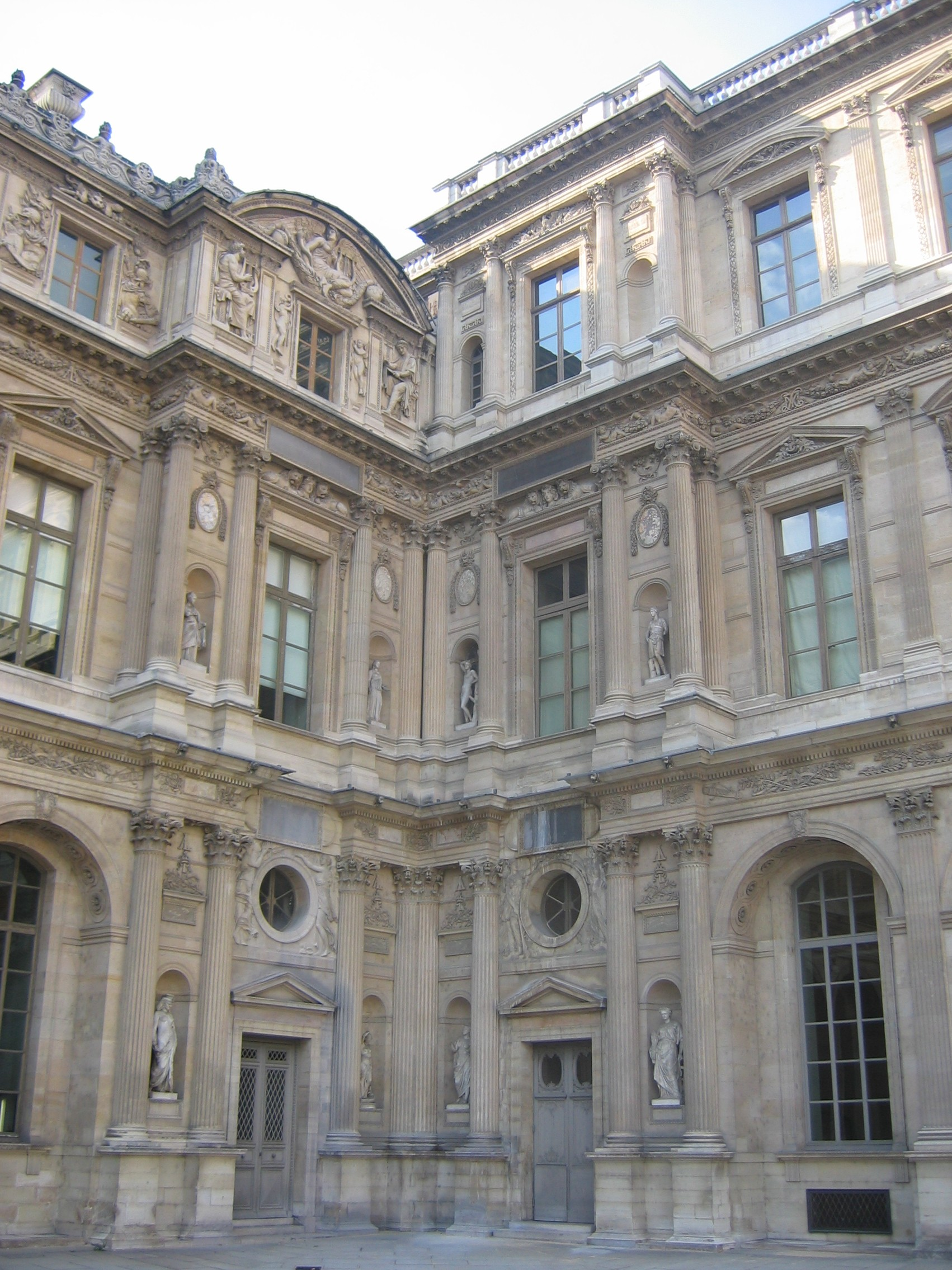
Куточок двору палацу Лувр.

Майбутній архітектор народився в Парижі. Мав шляхетне походження. Нема ніяких відомостей, чи створив він подорож до Італії для удосконалення власної майстерності. Жив в пору існування у Франції школи Фонтенбло, впливового центру пізнього відродження та маньєризму. Безумовно, що знав і вивчав досвід майстрів школи Фонтенбло та гравюри італійських майстрів з зображеннями архітектурних споруд. Був в дружніх стосунках із поетом П'єром Ронсаром, котрий написав на честь архітектора-аристократа схвальні вірші. В них теж нема вказівок на перебування Леско в Італії, але є вказівки на опанування математики та будівельної справи.
Король Франциск І віддав йому посаду архітектора і довірив перебудову ще середньовічного замку Лувр в палац новітнього, маньєристичного типу. Можливо, проект добудов  був створений іншим архітектором - Себастьяно Серліо - три корпуси, котрі утворювали внутрішній дворик. 
П'єр Леско встиг вибудувати південно-західне крило палацу. Воно мало всі ознаки аристократичного палацу - два поверхи з мансардою, центральний і бічні ризаліти, крутий похилий дах, практичний в дощовому Парижі.  Спокійна побудова архітектури фасаду доповнена скульптурними рельєфами, якими рясніли бічні ризаліти та мансардний поверх. Якщо прибрати декор, залишається елегантний і стриманий фасад, такий звичний для раннього французького бароко та академічного класицизму 17 ст. і такий несхожий на фасади італійських палаців.
Перший поверх справляє враження галереї : високі вікна розташовані глибоко в напівциркульних нішах. Невеликі пілястри на висоту поверху чергуються з великими вікнами. Скульптурний декор південно-західного крила палацу Лувр створив скульптор Жан Гужон (бл. 1510 — бл. 1572).
Архітектор працював також на побудові Шато де Валері. Там теж був вимушений рахуватись із залишками середньовічної споруди. До твору П'єра Леско відносять так звану галерею першого поверху, де теж високі вікна розташовані глибоко в напівциркульних нішах. Шато де Валері так і залишився недобудованим.

## Перелік головних творів

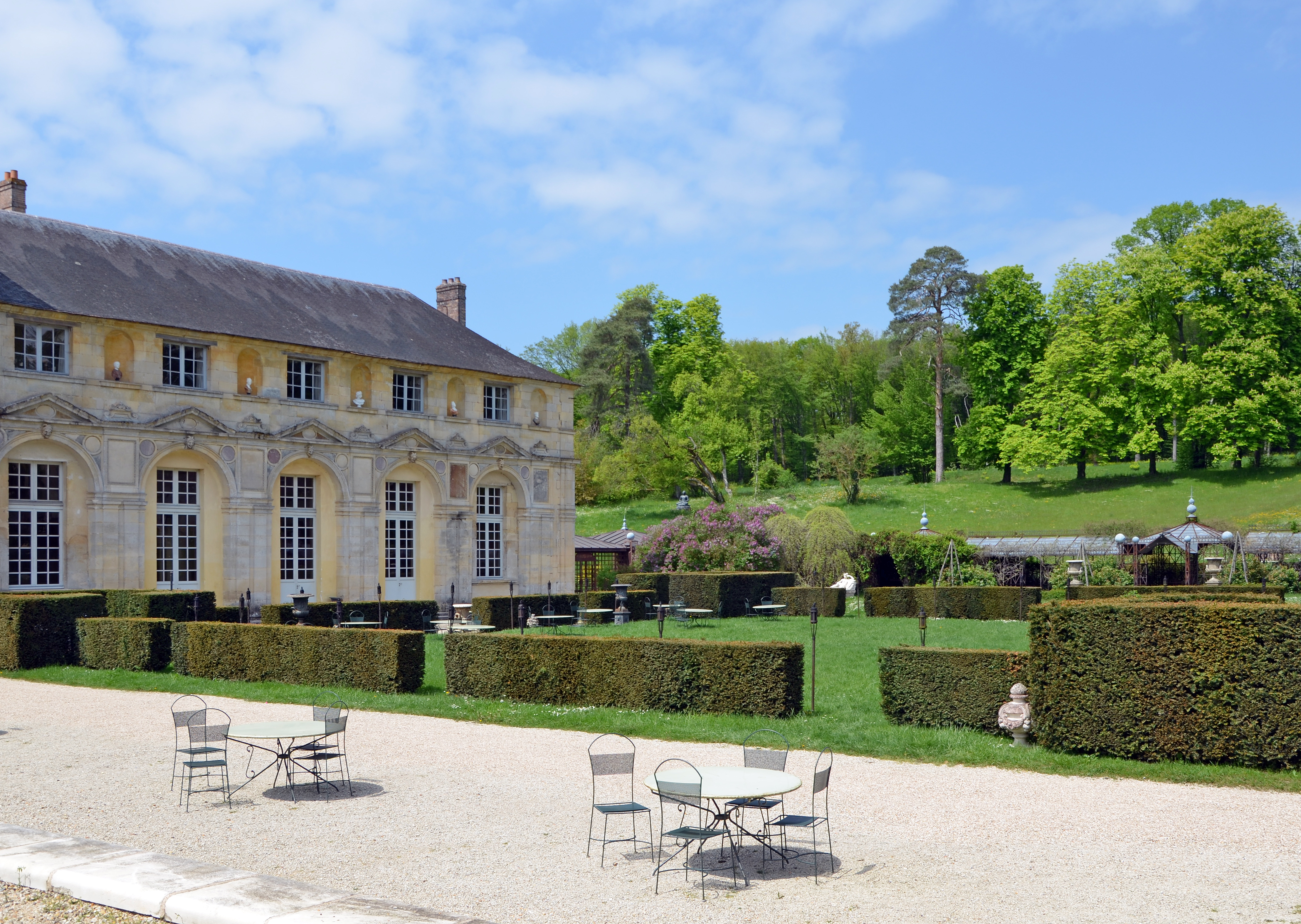
Шато де Валері.

- Амвон церкви Сен-Жермен-л'Осерруа (Saint-Germain-l'Auxerrois)
- Луврський палац, західне крило
- Фонтан цнотливих, перебудови
- Замок де Валері (Шато де Валері), не закінчений